# POWER GROOVE
『POWER GROOVE』(パワー・グルーヴ) はFEEL SO BADの3枚目のアルバム。

## 内容
通算3作目だが、前作の『Funky Side Business』がミニ・アルバムであるため2ndアルバムとされる。

## 批評
CDジャーナルは「さすが卓越したミュージシャンが集まったバンドだけあって、アルバムの中から迫り来る音の迫力には他の追随を許さない強烈なハード＆グルーヴィさが炸裂している。メタル＋ファンクという。ミクスチャー的スタイルをとりつつも、良質な歌が聴ける一枚だ。」と評した。

## 収録曲
1. JUMP FROM HELL
2. 弱き者 汝の名は
3. TOP OF THE WORLD
4. アンタが悪い
5. 夕陽の子供たち
6. STUPID
7. BACK YARD RAISE MAN
8. DEADLY MAMMOTH
9. 願わくは未来 未だ見ぬものがいい
10. KALLO-KALLO-KALLO
11. I HATE YOU ~奴らが嫌いだ~

作詞・作曲：川島だりあ、倉田冬樹(#ALL)
編曲：倉田冬樹(#6,9以外)　FEEL SO BAD(#6,9)